# Михайловский, Аркадий Петрович
Аркадий Петрович Михайловский (22 июня 1925, Москва, РСФСР — 17 мая 2011, Санкт-Петербург, Российская Федерация) — советский военачальник, командующий Северным флотом (1981—1985), Герой Советского Союза (18.02.1964). Адмирал (1980). Доктор военно-морских наук (1969), профессор (1991).

## Биография

### Начало военной службы
Родился в семье командира-авиатора. С 1942 года служил в ВМФ СССР. Участник Великой Отечественной войны: в 1944 году проходил учебную практику на крейсере «Красный Кавказ» Черноморского флота. В 1947 году окончил Высшее военно-морское училище им. М. В. Фрунзе. С апреля 1947 года несколько лет служил на Тихоокеанском флоте — командир БЧ-1 подводной лодки (ПЛ) «Щ-121», с декабря 1949 — дивизионный штурман 11-го дивизиона ПЛ, в июле-декабре 1951 года — помощник командира ПЛ «С-137» 5-го ВМФ. В 1952 году окончил Высшие специальные офицерские классы ВМФ и вновь вернулся на ТОФ: в сентябре-ноябре 1952 года — помощник командира ПЛ «Б-13», с 1952 года — старший помощник командира ПЛ «Б-19». С апреля 1953 года — командир ПЛ «М-250», в мае-сентябре 1954 года — командир ПЛ «С-126» Тихоокеанского флота.

### На командных должностях ВМФ СССР
В мае 1954 года переведён на Северный флот, где получил назначение командиром ПЛ «С-269» бригады строящихся ПЛ ВМФ, а после ввода её в строй в сентябре того же года вошёл с кораблём в состав 339-й бригады учебных и строящихся ПЛ. С мая 1956 года — командир ПЛ Б-77 Северного флота. Первым из командиров-подводников осваивал новые районы Атлантики, выполнив рекордно длительную по тем временам боевую службу (75 суток) в интенсивно патрулируемой ВМС США Центральной и Северной Атлантике.
В 1958 году зачислен, а в 1961 году с отличием окончил Военно-морскую академию, а в 1962 году — Специальные офицерские классы при Физико-энергетическом институте в городе Обнинск (Калужская область). Стал одним из первых командиров кораблей советского атомного подводного ракетного флота.
С июля 1961 года — командир АПЛ К-178 Северного и Тихоокеанского флотов. Корабль под его командованием 14—30 сентября 1963 года впервые совершил межтеатровый переход подо льдами Арктики с Северного флота через Берингов пролив на Тихоокеанский флот, выполнив 10 ледовых манёвров (2 всплытия в битом льду, 6 в полынье и 2 приледнения). Из 3 467 миль 1 620 при этом было пройдено под льдами.
За этот поход ему 18 февраля 1964 года было присвоено звание Героя Советского Союза.
Одним из первых на практике осваивал применение ракетного оружия. Руководил стрельбами многих типов баллистических, крылатых и зенитных ракетных комплексов, состоявших на вооружении ВМФ СССР.
С декабря 1963 года — заместитель командира 11-й дивизии АПЛ, с октября 1964 — начальник штаба — заместитель командира 11-й дивизии АПЛ, при этом в 1968 году совершил своё второе подлёдное плавание, командовал переходом группы из двух АПЛ — К-42 проекта 627А и К-55 проекта 658. С декабря 1968 — командир 3-й дивизии АПЛ, с октября 1969 — начальник штаба — заместитель командующего 1-й флотилией АПЛ СФ. В 1971 году совершил своё третье подлёдное плавание руководителем похода, находясь на борту АПЛ К-323. В апреле 1973 — апреле 1978 года — командующий 1-й флотилией подводных лодок.

### На высших командных должностях ВМФ СССР
В 1976 году окончил Высшие академические курсы при Военно-морской академии, а в 1983 году — окончил Высшие академические курсы при Военной академии Генерального штаба.
В апреле 1978 — декабре 1981 годов — командир Ленинградской военно-морской базы — комендант Кронштадтской военно-морской крепости. В декабре 1981 — марте 1985 годов — командующий Краснознамённым Северным флотом. В 1984 году получил строгий выговор от командования ВМФ за инцидент с подводной лодкой К-53, которая при прохождении Гибралтарского пролива столкнулась с сухогрузом «Братство» и получила значительные повреждения.
С марта 1985 по октябрь 1988 года — начальник Главного управления навигации и океанографии Министерства обороны СССР. С декабря 1988 года — в запасе.
Был членом бюро Научного совета Госкомитета по науке и технике СССР, членом Океанографического комитета СССР, членом Научного совета при президиуме академии наук СССР по комплексной проблеме «Гидрофизика». Неоднократно возглавлял делегации СССР на международных конференциях и съездах по исследованию океанов и обеспечению безопасности мореплавания. Действительный член Географического общества СССР.
Депутат Совета Союза Верховного Совета СССР 11 созыва (1984—1989) от Мурманской области. Депутат Верховного Совета РСФСР 11 созыва (1980—1984).
Умер 17 мая 2011 года. Похоронен в Санкт-Петербурге на Серафимовском кладбище (Коммунистическая площадка).

## Научная деятельность
С января 1989 года по последних дней жизни — профессор кафедры оперативного искусства Военно-морской академии имени Н. Г. Кузнецова, где руководил созданной научной школой «Военно-морское искусство на рубеже XX—XXI веков». Опубликовал более 100 научных, публицистических и литературных работ. Лично подготовил трёх докторов и 12 кандидатов военных наук. Почётный член Санкт-Петербургского морского собрания (1996), почётный профессор Военно-морской академии имени Н. Г. Кузнецова (2002). Кандидат (1961), доктор военно-морских наук (1969), профессор (1990). Автор нескольких книг мемуаров.

## Высшие воинские звания
- контр-адмирал (21.02.1969);
- вице-адмирал (25.04.1975);
- адмирал (7.05.1980).

## Награды
- Герой Советского Союза (18.02.1964)
- Орден Почёта (3.02.2007)[15]
- Орден Ленина (1964, 1982)
- Орден Красного Знамени (1972)
- Орден Отечественной войны 1-й степени (1985)
- Орден Красной Звезды (1956)
- Ряд медалей
- Именное оружие (1975)
- Почётный полярник (1984)
- Медаль «Братство по оружию» в золоте (ГДР)

## Мемуары
- Практическое кораблевождение: В 2 книгах. / Отв. ред. А. П. Михайловский. — Л., 1988.
- Михайловский А. П. Вертикальное всплытие: Записки подводника. — СПб.: Наука, 1995. — 533 с. — ISBN 5-02-028272-3.
- Михайловский А. П. Рабочая глубина: Записки подводника. — СПб.: Наука, 1996. — 218 с. — ISBN 5-02-028272-3.
- Михайловский А. П. Океанский паритет: Записки командующего флотом. — СПб.: Наука, 2002. — 312 с. — ISBN 5-02-028536-6.
- Михайловский А. П. Адмиралтейская игла: Записка адмирала. — СПб.: Наука, 2002. — 321 с. — ISBN 5-02-028414-9.
- Михайловский А. П. Цена успеха. Записки командующего флотом. — СПб.: Наука, 2006. — 392 с. — ISBN 5-02-026422-9.
- Михайловский А. П. Путешествие в молодость. Записки бывалого морехода. — СПб.: Наука, 2010. — 251 с. — ISBN 978-5-02-025352-0.
- Михайловский А. П. Зарубежные впечатления: Записки военного моряка. — СПб.: Наука, 2014. — 229 с. — (Библиотека Морского собрания). — ISBN 978-5-02-038234-3.
- Михайловский А. П. Семь встреч с Главкомом. // Морской сборник. — 2000. — № 6. — С.87—91.

## Память
- Именем Героя названа средняя школа в районе Новокосино Восточного округа Москвы в 2020 году[16].